# Bình Thuận, Đại Từ
Bình Thuận là một xã thuộc huyện Đại Từ, tỉnh Thái Nguyên, Việt Nam.

## Địa lý
Xã Bình Thuận nằm ở khu vực trung tâm huyện Đại Từ, có vị trí địa lý:
- Phía đông giáp xã Tân Thái
- Phía tây giáp xã Mỹ Yên
- Phía nam giáp xã Lục Ba
- Phía bắc giáp thị trấn Hùng Sơn và xã Khôi Kỳ.

Xã Bình Thuận có diện tích 10,87 km², dân số là 5.842 người, mật độ cư trú đạt 537 người/km².
Xã Bình Thuận có một phần nhỏ giáp với hồ Núi Cốc.. Xã có một dòng suối nhỏ khởi nguồn từ dãy núi Tam Đảo thuộc xã Mỹ Yên chảy qua và đổ thẳng ra phần hồ Núi Cốc trên địa bàn xã. Tỉnh lộ 261 chạy qua địa bàn xã, là tuyến đường độc đạo nối thị trấn Hùng Sơn và các xã phía nam của huyện.

## Lịch sử
Sau năm 1975, Bình Thuận là một xã thuộc huyện Đại Từ.
Đến năm 2019, xã Bình Thuận được chia thành 19 xóm: Đầm Mụ, Bình Xuân, Bình Khang, Trại 4, Trại 5, Đình 6, Đình 7, Chùa 8, Chùa 9, Văn Khúc 10, Văn Khúc 11, Thuận Phong 12, Thuận Phong 13, Thuận Phong 14, Bình Sơn, Tiến Thành 1, Tiến Thành 2, Tiến Thành 3, Tiến Thành 4.
Ngày 11 tháng 12 năm 2019, sáp nhập xóm Tiến Thành 2 vào xóm Tiến Thành 1, sáp nhập hai xóm Tiến Thành 3 và Tiến Thành 4 thành xóm Tiến Thành.

## Hành chính
Xã Bình Thuận được chia thành 17 xóm: Bình Sơn, Bình Xuân, Bình Khang, Đầm Mụ, Tiến Thành, Tiến Thành 1, Trại 4, Trại 5, Đình 6, Đình 7, Chùa 8, Chùa 9, Văn Khúc 10, Văn Khúc 11, Thuận Phong 12, Thuận Phong 13, Thuận Phong 14.

## Di tích
Trên địa bàn xã Bình Thuận có chùa Sơn Dược, có niên đại vào đầu thế kỷ XIX, hiện là di tích lịch sử cấp tỉnh.